# 劉延明
劉 延明（りゅう えんめい、? - 440年頃）は、中国の五胡十六国から北魏にかけての学者。諱は昞（へい）で、延明は字である。本貫は敦煌郡。

## 経歴
劉宝の子として生まれた。14歳のとき、博士の郭瑀の下で学んだ。郭瑀の弟子は500人あまりおり、経に通じた者も80人あまりいたが、郭瑀は娘の婿として延明を選んだ。
後に延明は酒泉に隠居し、州郡の召命に応じなかった。延明の講義を受ける弟子は500人あまりいた。西涼の李暠に召されて、儒林祭酒・従事中郎となった。李暠が古典の文章を好んだため、延明は重用された。撫夷護軍となり、政務のさなかでも、書巻を手放さなかった。『略記』130篇84巻、『涼書』10巻、『敦煌実録』20巻、『方言』3巻、『靖恭堂銘』1巻を著し、『周易』・『韓子』・『人物志』・『黄石公三略』に注釈して、当時の世に通行した。
沮渠蒙遜が酒泉を占領すると、延明は秘書郎に任じられた。西苑に陸沈観を築き、「玄処先生」と号して礼遇された。沮渠牧犍は延明を尊んで国師とし、属官たちに命じて北面して講義を受けさせた。同じく敦煌郡出身の索敞と陰興を助教とした。
北魏の太武帝が涼州を平定すると、延明は楽平王従事中郎に任じられた。涼州の人々は東の内地に移されたが、70歳以上の者は郷里に留まることを許され、延明は老年のため姑臧に残った。1年あまりして、郷里の敦煌に帰ろうとして、涼州の西400里の韭谷窟で病のために死去した。

## 子女
- 劉僧衍（早逝）
- 劉仲礼（郷里に留まった）
- 劉字仲
- 劉弐帰
- 劉帰仁（平城に移住した）

## 伝記資料
- 『魏書』巻52 列伝第40
- 『北史』巻34 列伝第22